# Tina Nikolaisen
Tina Nikolaisen (født 29. august 1971) er en dansk journalist og professionelt bestyrelsesmedlem, der siden 4. juni 2024 har været formand for Jyllands-Postens Fond. Hun er desuden formand for bestyrelsen for Unique Models og bestyrelsesmedlem i SOS Børnebyerne og NiceHair.
Nikolaisen blev student fra Tørring Gymnasium i 1990. Hun blev uddannet fra Danmarks Journalisthøjskole i 1995 og har senere taget en masteruddannelse fra American University i Washington, D.C..
Som nyuddannet kom hun til Jyllands-Posten som politisk reporter. Senere blev hun ansat på TV 2, og var vært på TV 2 Nyhederne, indtil hun i 2005 blev vært på Go' Morgen Danmark. I 2006 blev hun vært på et nyt forbrugerprogram, Basta, på TV 2. Fra 2011 har Nikolaisen haft sit eget TV-produktionsselskab, og i juni 2013 kom det frem, at hun fra september samme år skulle være ny chefredaktør for Alt for Damerne. Posten bestred hun frem til 2020. Fra 2015 til november 2022 var hun desuden magasindirektør i Story House Egmont, , hvor hun havde det strategiske ansvar for Euroman, Eurowoman, RUM, Gastro, Vores Børn, BoligLiv og fit LIVING.
Privat lever Tina Nikolaisen sammen med kommunikationsrådgiver Michael Ulveman.